# 女性主义反战抵抗
女性主义反战抵抗（羅馬化：eministskoye antivoyennoye soprotivleniye (FAS)），是2022年俄罗斯入侵乌克兰后，俄罗斯女性主义者发起的反战组织。在其创立的第一个月，女性主义反战抵抗成为“俄罗斯发展最快的反战运动之一”，并在Telegram上吸引了超过 26,000 名粉丝。 

## 宣言
该组织在其Telegram频道发布的宣言中，呼吁各地的女性主义者团结起来反对俄罗斯普京政府发动的战争：

“今日，女性主义是俄罗斯少有的活跃政治力量之一。长久以来，俄罗斯当局并没有感觉到我们是一股危险的政治力量，因此比起其他政治团体，我们受到的打压更加轻微。目前，超过45个女性主义团体在全国各地活动——从加里宁格勒到海参崴，从罗斯托夫到乌兰乌德和摩尔曼斯克。我们呼吁全国的女性主义团体和每个女性主义者加入这场运动，让我们团结起来，一起反对这场战争。”
宣言已被翻译成近 30 种语言，包括鞑靼语、楚瓦什语和乌德穆尔特语。

## 活动
2022年3月8日国际妇女节，女性主义反战运动组织妇女在战争纪念碑上献花——用蓝色和黄色丝带绑着的菊花和郁金香：

“我们俄罗斯女性今年不庆祝妇女节：请不要给我们花，请走上街头，记住那些死去的乌克兰人民。”
俄罗斯国内外的94个城市均有该献花运动，包括圣彼得堡、莫斯科、海参崴、叶卡捷琳堡、新西伯利亚、克拉斯诺亚尔斯克等地。
女性主义反战抵抗不断创新抗议策略：在钞票上书写反战标语、在公园展示艺术品、在公共场合身穿黑色衣服作为哀悼的标志、分发鲜花，或只在莫斯科地铁里哭泣。正如活动家达里亚·塞连科（Daria Serenko）所说，需要继续适应形势以规避俄罗斯将抗议定为犯罪。

## 国际支持
2022年3月17日，已有151名女权主义者签署了《女性主义反战抵抗宣言》。截至3月底，该宣言已收集到2,500多个签名。 